# Cantó de Valença-3
El cantó de Valença-3 és un cantó francès del departament de la Droma, situat al districte de Valença. Compta amb part del municipi de Valença.

## Municipis
Comprèn els barris del municipi de Valença:
- Chamberlière
- Le Plan
- Petit Charran
- Polygone

| Data d'elecció                           | Identitat          | Partit           | Qualitat |
| ---------------------------------------- | ------------------ | ---------------- | -------- |
| 1973-1979                                | Rodolphe Pesce     | PS               |          |
| 1979-1985                                | Pierre Favrat      | PS               |          |
| 1985-1994                                | Rodolphe Pesce     | PS               |          |
| 1994-2008                                | Michel Tavan       | RPR, després RPF |          |
| 2008-                                    | Pierre-Jean Veyret | PS               |          |
| les dades anteriors no són pas conegudes |                    |                  |          |